# Lac du Bonnet
Lac du Bonnet è un comune (town) del Canada, situato nella provincia di Manitoba, a circa 115 km da Winnipeg.